# 참고등어

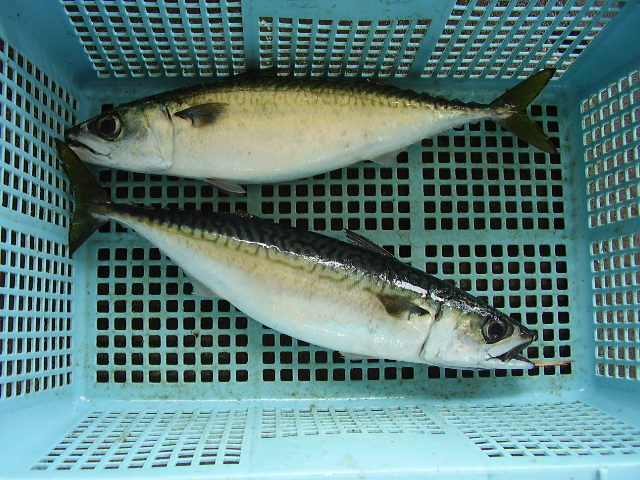
플라스틱 상자에 담긴 고등어

고등어 또는 참고등어(학명: Scomber japonicus)는 고등어과에 속하는 바닷물이다. 《자산어보》에는 고등어(皐登魚)로 기록되어 있으며, 《재물보》에는 고도어(古道魚)로 기록되었다. 어린 개체는 고도리라 부른다.
영어권 국가에서는 태평양고등어(Pacific mackerel), 일본고등어(Japanese mackerel), 처브고등어(chub mackerel)라고도 한다. 등빛이 시퍼렇고 무늬가 선명한 대서양고등어(Scomber scombrus)와 다르게 무늬가 비교적 흐릿하며 등에 약간 녹색기운이 돌고, 대서양 고등어에 없는 부레가 있다는 점에서 차이를 지닌다. 먹으면 머리가 좋아진다는 등푸른 생선의 일종이다.

## 특징

### 삶
몸길이는 40cm가 넘으며 등쪽은 녹색으로 검은색의 물결무늬가 옆줄까지 분포되어 있고, 배쪽은 은백색이다. 수온이 10-20℃인 맑은 물에서 살며, 바다의 표층과 중층에 산다. 보통 봄과 여름에는 얕은 곳으로, 가을에는 깊은 곳으로 이동한다. 산란기는 3-6월경이며,가을에 맛이 있다. 난지 만 1년이면 어느 정도 자라고 2년이면 성숙한다. 한 번에 10만-30만 개의 알을 품으며, 알의 지름은 약 1mm이다. 한반도에는 2-3월경에 제주도 성산포 근해에 몰려와 차차 북으로 올라가는데 그 가운데 한 무리는 동해로, 다른 한 무리는 서해로 올라간다. 그러다가 9월-1월 사이 다시 남으로 내려가기 시작한다.

### 먹이와 천적
먹이는 정어리·망둥어·전갱이 등의 어류 외에 멍게·새우·갯가재·오징어 등의 무척추동물을 먹고, 어린 물고기는 주로 동물성 플랑크톤을 먹는다. 천적은 가다랭이·황새치·상어 등이다.

## 분포
참고등어는 주로 태평양 일대 및 인도양 일부 지역에 분포하며 망치고등어와 수역의 일부를 공유한다. 대서양 수역에는 이에 대응되는 대서양고등어와 대서양처브고등어와 같은 유사종이 서식하고 있다.

## 식욕방법

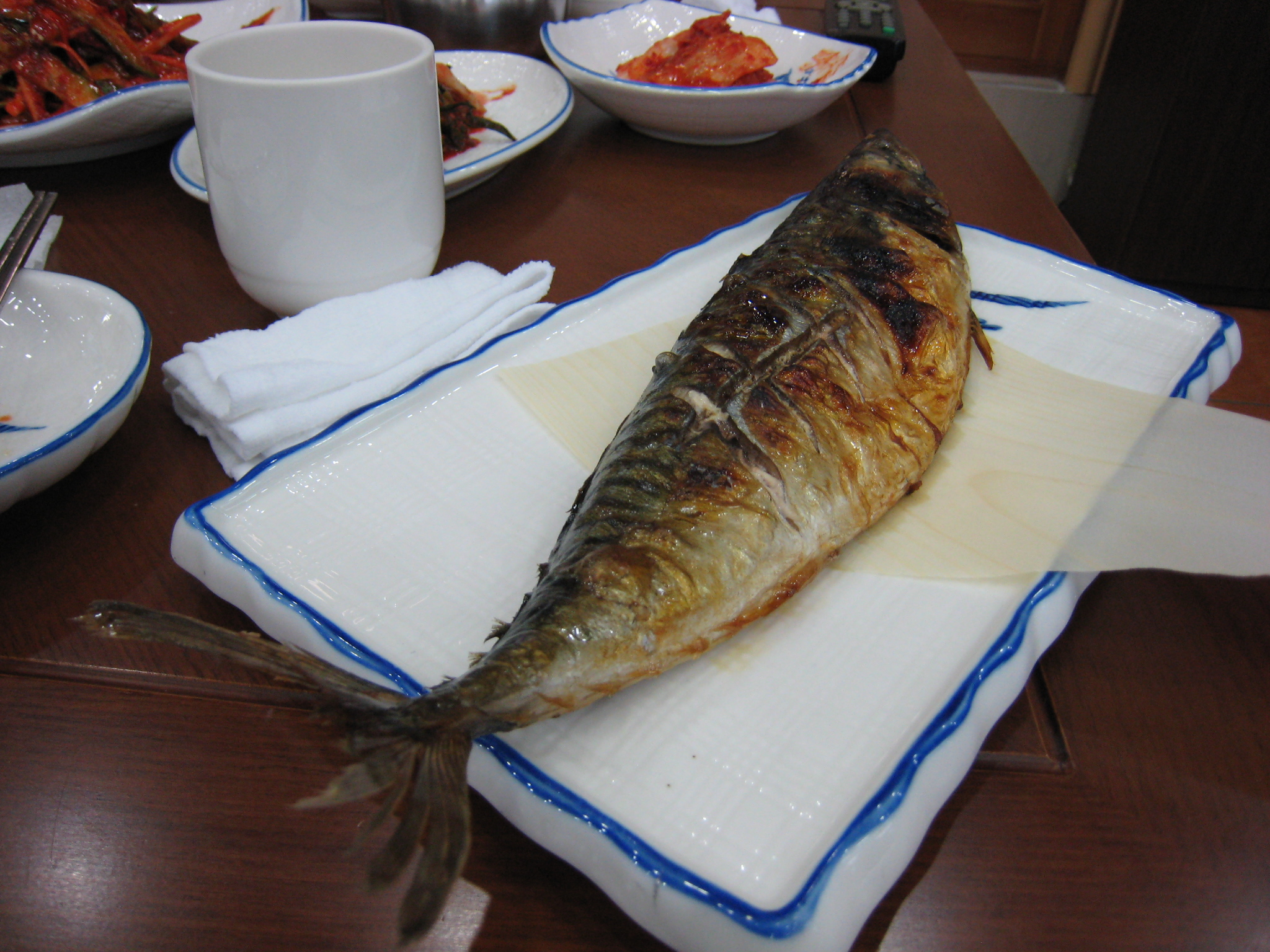
고등어구이

한국에서 참고등어가 가장 맛있는 시기는 9월부터 11월 사이로 꼽힌다. 특히 한반도에서 가장 많이 소비되는 생선의 한 종류인 만큼, 한국 내에서 다양한 조리법이 개발되어 현재에 이른다.

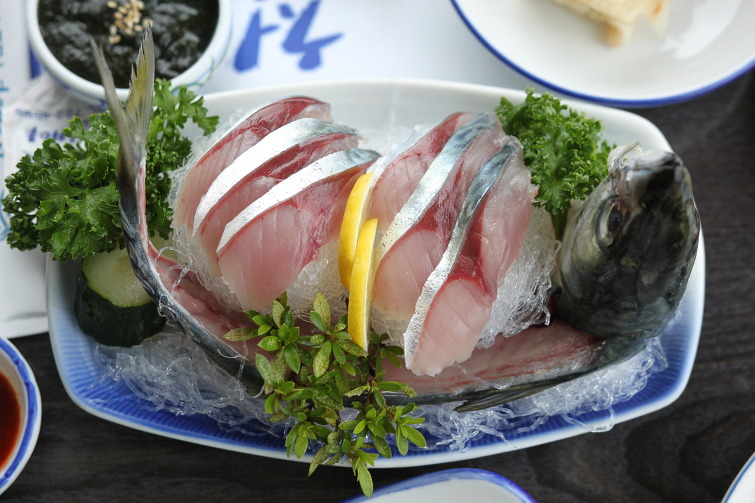
자반고등어
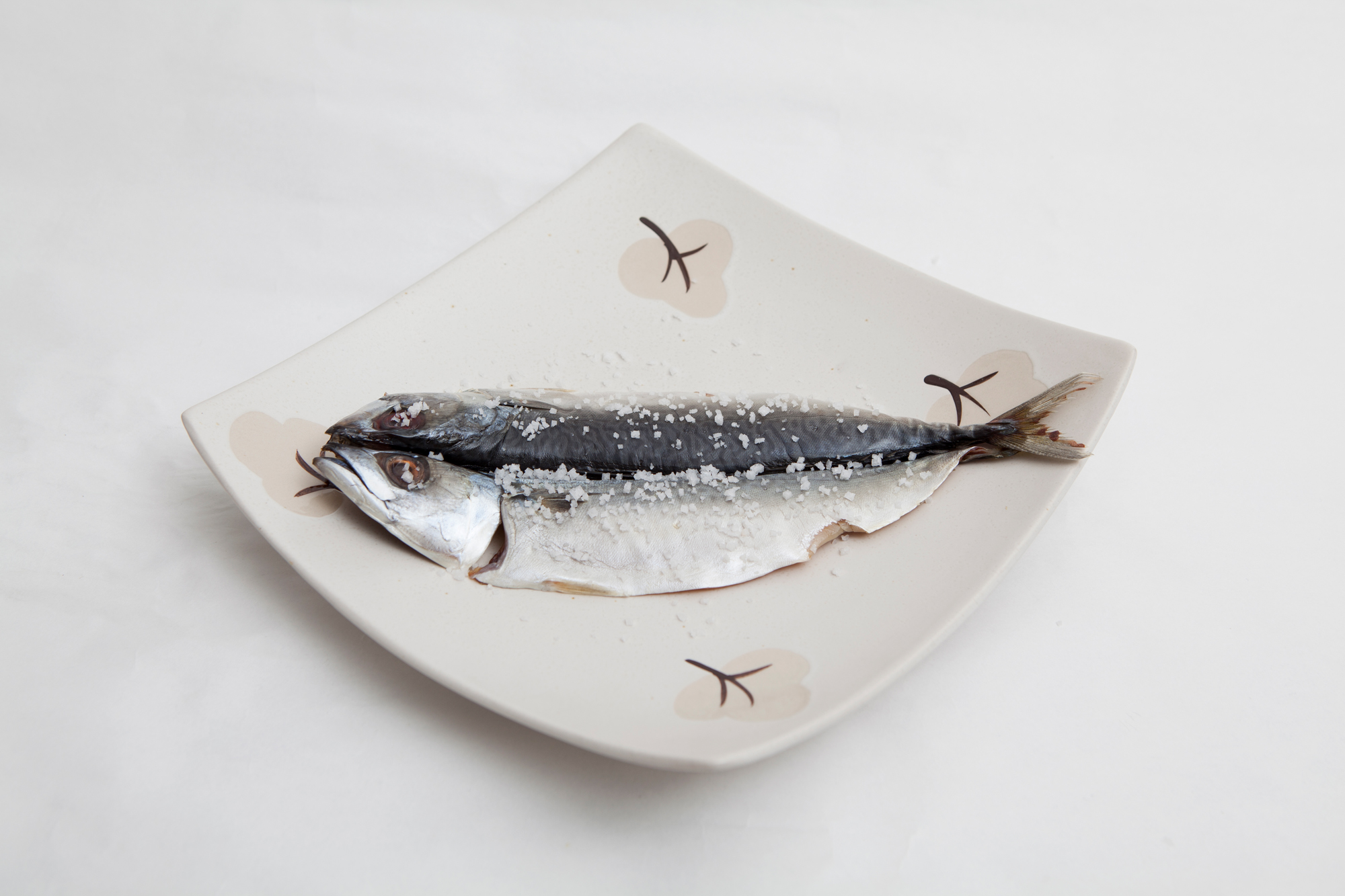
고등어 자반
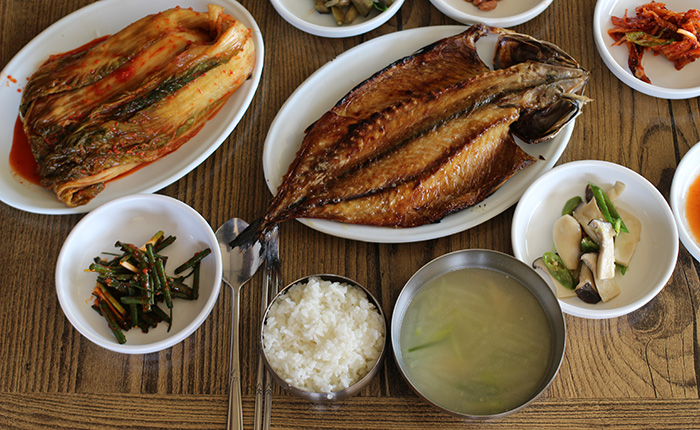
안동 간고등어
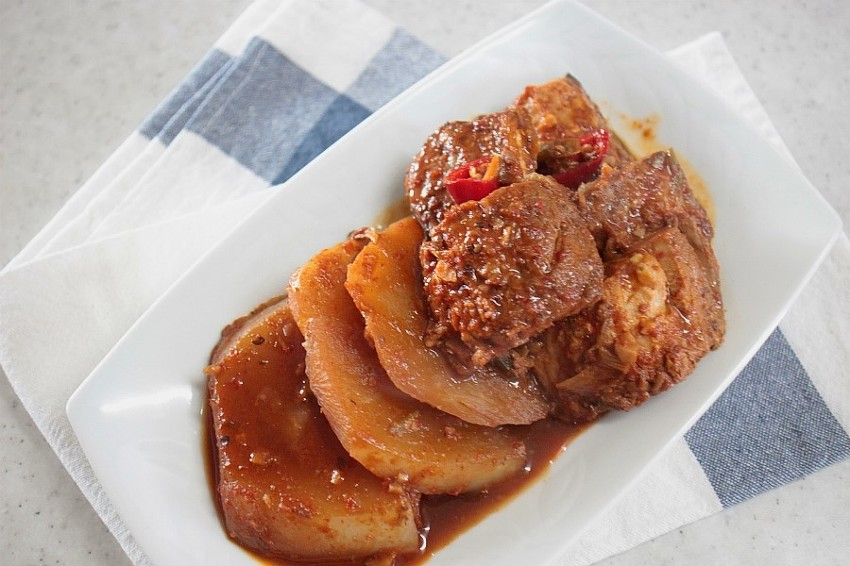
고등어조림

경상북도 안동시에서는 고등어를 간고등어라고 해서 소금을 쳐서 가공하기도 하는데, 허영만의 만화 《식객》10권 46화에 의하면 현대에 비해 물자의 수송시간이 길었던 옛날에 고등어를 오래 먹기 위해 만든 생선가공법이라고 한다.
- 구이

고등어는 구워서 먹는 경우도 많다. 고등어 구이는 인기있는 메뉴로, 부산, 경남 일대에서는 고갈비라고도 한다. 경상도에서 제수음식으로도 올라간다.
- 조림

무나 김치를 넣어서 맵게 조려 먹는 고등어조림은 가정에서 즐기는 대표적인 고등어 요리다.
- 회

동해안이나 제주도 지방에서 갓 잡은 고등어를 회로 먹기도 한다. 일본에서는 고등어를 식초에 초절임하는 '시메사바'를 만든다.
- 고등어회
- 고등어 자반
- 안동 간고등어
- 고등어조림

### 영양
비타민 B2와 철 함유량이 높고, 참치 같은 등푸른 생선이나 견과류와 들기름에 많은 오메가-3 지방산이 풍부하다. 오메가-3에는 불포화지방산이 풍부해 뇌 기능 증진에 도움이 되는 역할을 하므로 기억능력을 향상시킬 뿐 아니라 우울증이나 치매, 주의력 결핍 장애 등과 같은 정신 질환에도 효과가 있다.
또한 고등어의 지질에는 동맥경화 예방과 혈압 강하, 혈중 지방 저하 등의 작용을 하는 EPA와 DHA등과 같은 고도불포화지방산이 다량 함유돼 있어 건뇌나 치매, 심근경색이나 뇌경색 예방에도 효과가 있다. 그러나 지나치게 과다 섭취 할 경우 혈액을 과도하게 희석시켜 뇌졸중 위험을 높일 수 있고, 면역체계에 좋지 않은 영향을 미칠 수 있다.

## 그 외
- 2011년 부산광역시의 시어(市魚)로 지정되었다. 더 자세한 정보는 부산광역시의 상징에서 알아본다.
- 가수 노라조의 노래 중 고등어라는 노래가 있다.
- 가수 산울림의 노래 중 어머니와 고등어라는 노래가 있다.
- 1996년 MBC에서 방영된 일일극 중 자반고등어란 드라마가 있다.

## 참고 문헌
- 윤정옥(2008),우리나라 물고기 이름의 형태·의미 구조 연구 = A Study on the Morphology and Semantics of the Fishes Name in Korea
- 이 문서에는 다음커뮤니케이션(현 카카오)에서 GFDL 또는 CC-SA 라이선스로 배포한 글로벌 세계대백과사전의 내용을 기초로 작성된 글이 포함되어 있습니다.